# Cambropachycope
Cambropachycope es un género monotípico de pequeños artrópodos cuyos restos fueron recuperados del Cámbrico Superior de Suecia, en el lagerstatte de Orsten. Tiene varios rasgos apomórficos, entre los que destaca un único ojo compuesto de gran tamaño.

## Historia
El lagerstätte de Orsten fue descubierto en 1975 por el paleontólogo alemán Klaus Müller, los fósiles que conserva están fosfatados y  silicificados (es decir, el material orgánico fue reemplazado por estos compuestos durante la fosilización) y poseen preservación excepcional en tres dimensiones. Entre los tantos artrópodos descubiertos en el sitio, Cambropachycope fue uno de los descritos en 1990 junto con Goticaris y Henningsmoenia.

## Descripción

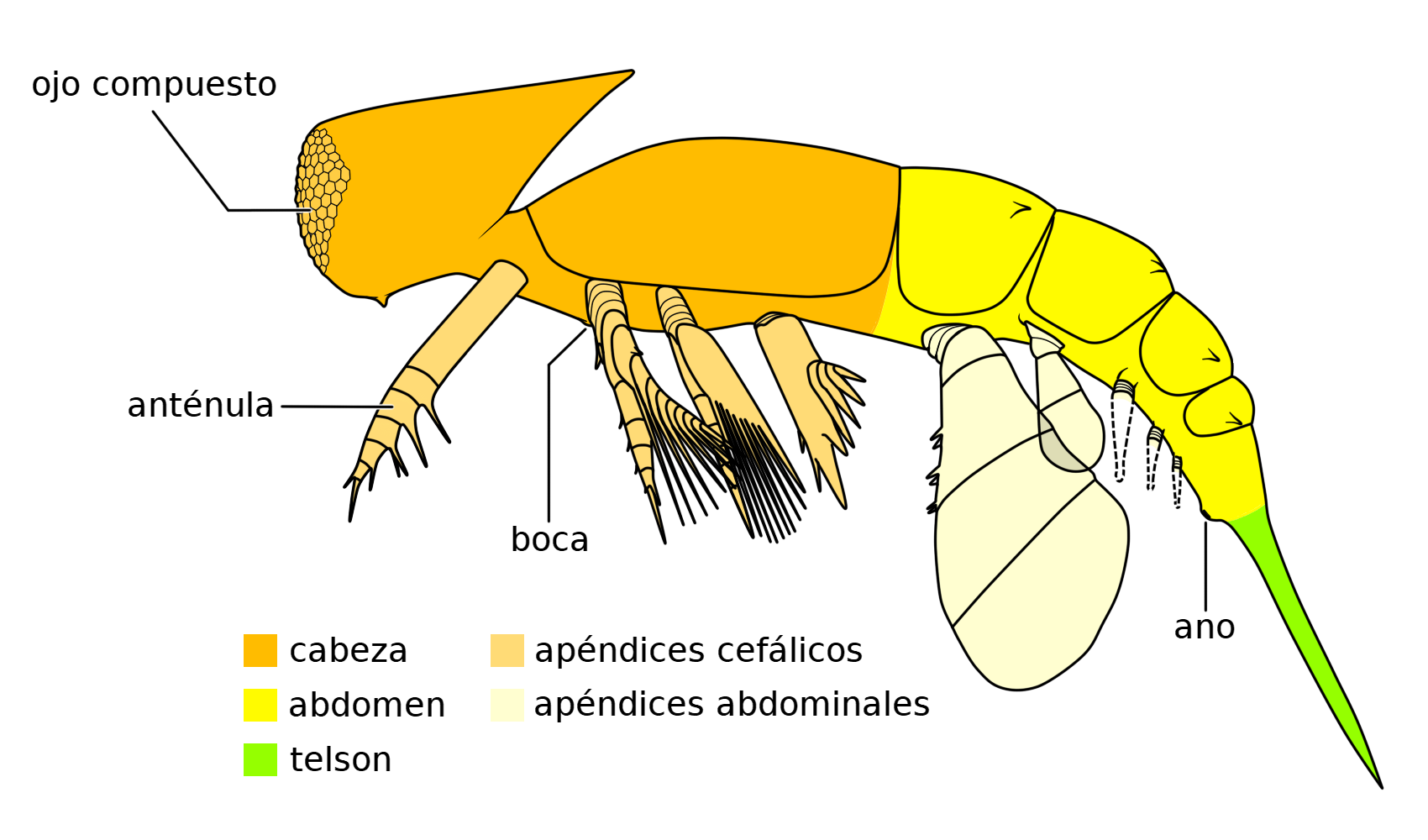
Reconstrucción diagramática de Cambropachycope

Los individuos considerados adultos miden aproximadamente 1.5 mm, aunque etapas de desarrollo posteriores presentan un tamaño mayor. La cabeza de Cambropachycope tiene una inusual proyección anterior que lleva un solo ojo compuesto grande. La estructura del ojo está bien conservada, y muestra tres capas en la córnea, una capa externa y otra interna de material transparente y una capa media hueca que contiene un material oscuro. Es probable que la capa intermedia sirviera para filtrar la luz azul dispersa de la luz solar. Su cabeza presenta cuatro pares de apéndices. El primer par de apéndices es unirámeo y se denominan apropiadamente anténulas, los otros apéndices de la cabeza son birrámeos. La boca se abre en la superficie ventral delante del segundo par de apéndices. El abdomen tiene cinco segmentos, todos con un par de apéndices unirámeos, pero los dos primeros tienen forma de pala. Finalmente está el telson.

## Ontogenia
Se han descrito siete etapas de crecimiento en Cambropachycope (nombradas C1 a C7; 'C' por el nombre del género), aunque algunas son conocidas solo por material fragmentario. La primera etapa comienza con la cabeza con todos sus apéndices y con un solo segemento (y tergito) del abdomen, con su respectivo par de apéndices; la segunda agrega otro segento (y tergito) con su par de apéndices; la tercera agrega otro segmento (y tergito) pero se desconoce la morfología de su par de apéndices; la cuarta no es conocida por esprcímenes reales pero se asume por los datos morfométricos y el hecho de que la tercera etapa posee tres segmentos y la quinta cinco; la quinta etapa es la que otorga todas las características que distinguen al género, posee un tronco con cinco  segmentos (pero solo los cuatro primeros con un tergito) y todos con apéndices, las últimas dos etapas son conocidas por especímenes que solo conservan ojos aislados y de las que se asume que no se agregan apéndices, pero aumenta su tamaño.

## Ecología
Por la estructura de su ojo, Cambropachycope era probablemente un depredador. También se piensa que pudo hacer tenido un estilo de vida parecido al de Bythotrephes longimanus, un cladócero depredador, con el que comparte características como un único ojo, primer par de apéndices tubulares y espinosos y un cuerpo largo y delgado.

## Clasificación
En la descripción original se presume con dudas que es una rama temprana del clado Pancrustacea. Otros organismos, como Henningsmoenia y Martinssonia, también descubiertos en Orsten, pueden existir en un lugar similar del árbol filogenético. En conjunto, esto puede tener implicaciones para los orígenes de los crustáceos. Sin embargo, un estudio posterior situó este género fuera de Pancrustacea y sólo se trató como un mandibulado troncal.